# Empis pulchripes
Empis pulchripes är en tvåvingeart som beskrevs av Friedrich Hermann Loew 1869. Empis pulchripes ingår i släktet Empis och familjen dansflugor. Inga underarter finns listade i Catalogue of Life.